# Ritratto: I singoli Vol. 1
Ritratto: I singoli Vol. 1 è una raccolta in 3 CD della cantante italiana Mina, pubblicata e distribuita nel 2010 dalla Carosello Records, NON inclusa nella discografia ufficiale.

## Il disco
Insieme a Ritratto: I singoli Vol. 2, fa parte di un progetto di rimasterizzazione digitale, completato nel 2007, per trasferire su 6 Compact disc, in due volumi distinti contenenti 3 supporti ciascuno, un totale di 124 canzoni (60 nel primo e 64 nel secondo), pubblicate dalla cantante tra il 1958 e il 1965, provenienti dalle registrazioni di tutti i singoli ufficiali del periodo, in ordine cronologico e di lato A/B.
Sono compresi i brani in inglese incisi dall'artista a inizio carriera sotto lo pseudonimo Baby Gate.
I due volumi iniziano la linea di distribuzione "Carosello 50 Anni" ideata dall'etichetta discografica per festeggiare i suoi cinquant'anni di fondazione.
Nella ristampa del 2011 (Carosello 8034125841868), con la copertina nera intitolata MINA - 3 CD SPECIAL EDITION - VOLUME 1, i CD sono stati inseriti in un cofanetto sia contenente 3 Jewel case separate, sia in confezione unica.
Nella successiva ristampa del 2015 (Carosello 8034125846108), la confezione diventa una busta in cartone che riprende il titolo originale Ritratto: I singoli Vol. 1 e cambia il colore della copertina.

## Tracce

### CD 1
Carosello Records 8034125840403 - 30054

1. Malatia – 2:55 (Armando Romeo; edizioni musicali Radiofilmusica) – dic 1958[3]
2. Non partir – 2:06 (testo: Alfredo Bracchi – musica: Giovanni D'Anzi; edizioni musicali Curci) – dic 1958
3. Baby Gate – When – 2:19 (Jack Reardon, Paul Evans; edizioni musicali Curci, Southern Music) – 1 dic 1958
4. Baby Gate – Be Bop a Lula – 2:54 (testo: Bill "Sheriff Tex" Davis – musica: Gene Vincent; edizioni musicali RCA, Mascotte) – 1 dic 1958
5. La febbre dell'hula hoop – 2:05 (testo: Antonietta De Simone – musica: Vittorio Buffoli, Pino Massara; edizioni musicali S. Cecilia) – 1959
6. Ho scritto col fuoco – 2:24 (testo: Vito Pallavicini – musica: Pino Massara; edizioni musicali S. Cecilia) – 1959
7. Proteggimi – 2:55 (testo: Laura Zanin – musica: Pier Emilio Bassi; edizioni musicali Clan) – feb 1959
8. L'ultima preghiera – 2:41 (testo: Alfredo Bracchi – musica: Giovanni D'Anzi; edizioni musicali Curci) – feb 1959
9. Baby Gate – My True Love (take 2) – 2:21 (Jack Scott; edizioni musicali Suono) – 1 feb 1959
10. Baby Gate – Passion Flower – 1:46 (Perry 'Bunny' Botkin Jr., Gilbert Garfield, Patrick 'Pat' Murtagh; edizioni musicali Southern Music) – 1 feb 1959
11. Tua – 2:09 (testo: Bruno Pallesi – musica: Walter Malgoni; edizioni musicali Peer) – 1959
12. Nessuno – 2:14 (testo: Antonietta De Simone – musica: Edilio Capotosti, Vittorio Mascheroni; edizioni musicali Melodi) – 1959
13. Io sono il vento – 2:47 (testo: Gian Carlo Testoni – musica: Giuseppe 'Fanciulli'[4]; edizioni musicali Accordo) – feb 1959
14. Tu senza di me – 2:45 (testo: Riccardo Pazzaglia – musica: Giuseppe 'Fanciulli'; edizioni musicali Accordo) – feb 1959
15. Amorevole – 2:32 (testo: Vito Pallavicini, Antonietta De Simone – musica: Vittorio Buffoli, Pino Massara; edizioni musicali Ariston) – 1959
16. La verità – 2:10 (testo: Umberto Bertini – musica: Enzo Di Paola, Sandro Taccani; edizioni musicali Tiber) – 1959
17. Baby Gate – The Diary – 2:15 (testo: Howard Greenfield – musica: Neil Sedaka; edizioni musicali Neapolis) – 1 mag 1959
18. Baby Gate – Julia – 2:21 (testo: Alberico Gentile, Vittorio Mascheroni[5] – musica: Edilio Capotosti; edizioni musicali Melodi) – 1 mag 1959
19. Buon dì (Alone (Why Must I Be Alone)) – 1:40 (testo: Nicola Salerno – musica: Morton Craft; edizioni musicali Edir) – giu 1959[6]
20. Oui, oui, oui, oui – 2:11 (testo: Giuseppe Perotti – musica: Hubert Giraud; edizioni musicali Edir) – giu 1959[7]

### CD 2
Carosello Records 8034125840403 - 30055

1. Baby Gate – Dance Darling Dance – 2:04 (George Kerr Jr., Donald Savitt; edizioni musicali Fono Film) – 1 giu 1959
2. Baby Gate – Venus – 2:47 (Edward 'Ed' Marshall; edizioni musicali R.R.R.) – 1 giu 1959
3. Baby Gate – Splish Splash – 2:07 (Bobby Darin, Jean Murray[8]; edizioni musicali Southern Music) – 1 giu 1959
4. Baby Gate – Give Me a Boy (Give Me a Girl) – 2:08 (George Kerr Jr., Bernie Lowe; edizioni musicali Southern Music) – 1 giu 1959
5. T'ho vista piangere – 2:06 (testo: Enzo Luigi Poletto – musica: Arturo Casadei; edizioni musicali Cantanapoli) – lug 1959
6. Piangere un po' – 2:26 (testo: Leo Chiosso "Roxy Bob" – musica: Umberto Prous; edizioni musicali Peer) – lug 1959[7]
7. Tintarella di luna – 2:59 (testo: Franco Migliacci – musica: Bruno De Filippi; edizioni musicali Accordo) – 9 set 1959
8. Mai – 1:57 (testo: Arturo Casadei, Aldo Locatelli, Silvana Simoni – musica: Arturo Casadei, Aldo Valleroni; edizioni musicali Universal Ricordi) – 9 set 1959
9. Te vulevo scurdà – 2:02 (testo: Riccardo Pazzaglia – musica: Giuseppe 'Fanciulli'; edizioni musicali Accordo) – 24 set 1959
10. Lassame / Let Me Go – 2:26 (testo: Mario Cenci, Marcello Scarponi – musica: Mario Cenci; edizioni musicali Carish) – 24 set 1959
11. Johnny Kiss – 2:53 (testo: Dante Panzuti – musica: Luigi Gelmini; edizioni musicali Accordo) – ott 1959
12. Aiutatemi – 2:42 (testo: Aldo Locatelli – musica: Giuseppe 'Fanciulli'; edizioni musicali Accordo) – ott 1959[7]
13. Whisky – 2:47 (testo: Aldo Alberini – musica: Daisy Lumini; edizioni musicali S. Cecilia) – 6 ott 1959
14. La luna e il cow boy – 2:38 (testo: Nicola Salerno – musica: Vittorio Buffoli; edizioni musicali Melodi) – 6 ott 1959
15. Vorrei sapere perché – 2:37 (testo: Piero Vivarelli, Lucio Fulci – musica: Adriano Celentano, Ezio Leoni; edizioni musicali Mascotte) – ott 1959
16. My Crazy Baby – 2:37 (testo: Mina – musica: Yaşar Güvenir, Albrecht Marcuse 'Rolf Marbot'; edizioni musicali Southern Music) – 14 ott 1959
17. Folle banderuola – 2:20 (Gianni Meccia; edizioni musicali Ariston) – 1959
18. Un disco e tu – 2:02 (testo: Franco Franchi – musica: Santi Latora, Riccardo Rauchi; edizioni musicali Curci) – 1959
19. È vero – 3:01 (testo: Nicola Salerno – musica: Umberto Bindi; edizioni musicali Ariston) – gen 1960
20. Perdoniamoci – 2:33 (testo: Umberto Bertini – musica: Enzo Di Paola; edizioni musicali Tiber) – gen 1960

### CD 3
Carosello Records 8034125840403 - 30056

1. Non sei felice – 2:33 (testo: Riccardo Vantellini – musica: Giuseppe Perotti; edizioni musicali Nazionale) – gen 1960
2. Invoco te – 3:06 (testo: Giancarlo Testoni – musica: Glauco Masetti; edizioni musicali Accordo) – gen 1960
3. Pesci rossi – 2:23 (Tony De Vita; edizioni musicali Curci) – 22 mar 1960
4. Un piccolo raggio di luna – 2:21 (testo: Nicola Salerno – musica: Berto Pisano; edizioni musicali S. Cecilia) – 22 mar 1960
5. Tessi tessi – 2:14 (testo: Franco Migliacci – musica: Bruno De Filippi; edizioni musicali Accordo) – 1960
6. Coriandoli – 3:11 (testo: Leo Chiosso – musica: Roberto Livraghi, Walter Baracchi; edizioni musicali Tiber) – 1960
7. Briciole di baci – 2:38 (testo: Mogol – musica: Carlo Donida; edizioni musicali R.R.R.) – 17 mag 1960
8. No, non ha fine – 2:58 (testo: Marcello Baldi – musica: Teo Usuelli; edizioni musicali Suvini-Zerboni) – 19 mag 1960
9. Serafino campanaro – 2:07 (testo: Nicola Salerno – musica: Mansueto De Ponti; edizioni musicali S. Cecilia) – 20 mag 1960
10. Making Love (Makin' Love) – 1:59 (testo: Antonietta De Simone – musica: Floyd Robinson; edizioni musicali Francis Day) – 20 mag 1960
11. Una zebra a pois – 3:25 (testo: Lelio Luttazzi, Dino Verde, Marcello Ciorciolini – musica: Lelio Luttazzi; edizioni musicali Suvini-Zerboni) – 14 giu 1960
12. Mi vuoi lasciar – 3:00 (testo: Nicola Salerno – musica: Mansueto De Ponti; edizioni musicali S. Cecilia) – 14 giu 1960
13. Il cielo in una stanza (extended) – 2:56 (Gino Paoli; edizioni musicali Fama) – feb-mar 1965[9]
14. La notte – 2:29 (testo: Franco Franchi – musica: Gian Franco Reverberi; edizioni musicali Fama) – giu 1960
15. La nonna Magdalena – 2:13 (testo: Nicola Salerno, Vito Pallavicini – musica: Pino Massara; edizioni musicali S. Cecilia) – 15 giu 1960
16. Gloria – 2:19 (testo: Misselvia – musica: Leon René, Misselvia; edizioni musicali Francis Day) – 15 giu 1960
17. Tutto – 2:32 (testo: Antonio Amurri – musica: Lelio Luttazzi; edizioni musicali CAM) – 28 lug 1960
18. Sentimentale – 2:54 (Lelio Luttazzi; edizioni musicali Suvini-Zerboni) – 28 lug 1960
19. Piano – 3:07 (testo: Giorgio Calabrese – musica: Tony De Vita; edizioni musicali Curci) – 28 ott 1960
20. Ho paura – 3:04 (testo: Pino Donaggio, Bruno Pallesi – musica: Pino Donaggio; edizioni musicali Accordo) – 28 ott 1960